# Hela långa dagen
Hela långa dagen är en svensk TV-film från 1979, regisserad av Henry Meyer. Filmen är baserad på romanen Hela långa dagen av Gun Jacobson.

## Handling
En ensamstående mamma har inte möjlighet att ordna barnpassning åt sin yngste son Tobben, så hon ber Tobbens storebror Pingo att ta hand om Tobben, åtminstone under den första dagen. Dagen förlöper inte utan problem...

## Om filmen
Filmen är inspelad 1978 i Stockholms centrum och Hallonbergen. Den visades första gången i januari 1979 i TV 2 och repriserades i september 1987 i Kanal 1.

## Rollista
| Micha Koivunen   | – Pingo                |
| Ken Lennaárd     | – Tobben               |
| Wiveca Warenfalk | – mamman               |
| Mikael Åström    | – Pingos kompis        |
| Kjell Nilsson    | – Pingos kompis        |
| Leif Ericson     | – vakt                 |
| Rolf Selin       | – vakt                 |
| Cannie Möller    | – barnstugeassistenten |
| Ingegerd Monthan | – förskolläraren       |
| Clemens Paul     |                        |